# Республіканець
Республіка́нець — село в Україні, у Милівській сільській громаді Бериславського району Херсонської області.

## Географія
Село знаходиться при впадінні у Каховське водосховище затоки Кам'янської (Республіканець). Затока з'явилася при затопленні водосховища у 1955-58 рр., на місці гирлової частини річки Кам'янки. Мис між затокою та водосховищем носить назву Стрілка. Тут знаходиться сільський пляж. На протилежному березі затоки розташована висока скеля Пугач. З північного боку село оточене ланами та виноградниками, з південно-східного та південно-західного боку — стрімкими прибережними схилами, вкритими степовою рослинністю й чагарником. На захід від села розташована невелика безіменна балка, вкрита лісом, переважно штучного походження. Середня висота над рівнем моря — 60 м.

## Історія
Багата історія села Республіканець обумовлена наявністю поряд Каїрського (Кам'янського) перевозу через Дніпро. Як відомо, річкові переправи завжди мали велике стратегічне значення. Каїрський перевіз був зручним тільки з правого берега на лівий — за течією річкових проток, а не навпаки. Тому обози на шляху до Криму користувалися Каїрським перевозом, а на зворотньому шляху — Кизикерменським.

### Передісторія
Великі прибутки, джерелом яких був перевіз, обумовлювали заселеність прилеглої до нього території у різні часи.
В околицях села було розкопано кілька поховань під курганами, датованих, добою ранньої бронзи (ІІІ-поч. ІІ тис. до н. е.). На Дніпровому схилі поряд із селом трапляються сліди тимчасових поселень кін. ІІ тис. до н. е. — невиразні знахідки уламків ліпного посуду та кістки тварин. Безпосередньо на мисі Стрілка є знахідки кераміки скіфської доби (IV ст. до н. е.). Менш ніж у 1 км на північ від села, на березі водосховища, збереглися залишки невеликого «пізньоскіфського» городища («Консулівське» городище) І ст. до н. е. — ІІ ст. н. е. Городище квадратної в плані форми з кам'яними будівлями, було оточене стінами, облицьованими каменем, мало вхід з західної сторони і маленьку цитадель;. На мисі Стрілка також досліджувалися залишки поселення черняхівської археологічної культури (ІІІ-V ст. н. е.), давньоруського та золотоординського часу (ХІІ-XIV ст.). На території села знайдені залишки бродницького поселення 10-13 століть .
У селі в різний час були випадково знайдені монети кримських ханів Гераїв: Менгли І (1467, 1469—1675, 1478—1515), Сагіба І (1532—1551), Давлета ІІ (1699—1702, 1709—1713), Саадета ІІІ (1691), Менгли ІІ (1724—1730, 1737—1740), Каплана І (1707—1708, 1713—1715, 1730—1736), Арслана (1748—1756, 1767). Ці знахідки свідчать про функціювання Каїрського перевозу та існування невеликого поселення при ньому протягом XV—XVIII ст. Опосередковано це підтверджується й картами XVII-XVIII ст., на яких до р. Кам'янки з правого боку Дніпра підходить одне з відгалужень суходільного Чорного шляху. На лівому ж березі Дніпра навпроти р. Кам'янки позначався великий населений пункт Рохат-Керман або Рохат-Ескі-Керман («Спокійна Стара Фортеця») чи Stary H. (Старе місто). Це укріплення, очевидно, було одним з двох пунктів, розташованих з обох боків Каїрського перевозу.;;;.

### Козацьке поселення, «Кам'янська» Січ

Пам'ятник на честь кошового отамана Запорожської Січі Костя Гордієнка біля його могили в селі Республіканець. Херсонська область

Точна дата виникнення козацького поселення у гирлі р. Кам'янки невідома. «Перевіз у Кам'янці» згадується серед чотирьох дніпровських перевозів, з яких дозволено було отримувати прибуток козакам, що знаходилися під протекцією Криму. Автор «Истории о козаках запорожских» С. І. Мишецький стверджує, що після поразки антимосковського повстання під проводом гетьмана І. С. Мазепи й знищення за наказом царя Петра Першого Чортомлицької Січі у травні 1709 р., Січ була перенесена на Кам'янку. Вже 1711 р., за його словами, й ця Січ була знищена росіянами, після чого козаки змушені були перенести свою столицю в Олешки — на лівий берег Дніпра. По іншому висвітлює історію Запорозьких Січей за доби перебування козаків під кримською протекцією складена за наказом кошового отамана у 1734 р. «Записка в память потомную». Згідно цьому офіційному документу, після розгрому Чортомлицької Січі козаки заснували нову Січ на Олешках, прожили там дев'ятнадцять років, у 1728 р. повернулися на Чортомлик, де пробули два роки, й тільки у 1730 р. перейшли на р. Кам'янку. Документи тих часів, що зберігаються у Російському державному архіві давніх актів, опрацьовані істориком В. І. Мільчевим. Дослідник дійшов висновку, що навесні 1711 р. каральному загону під командуванням полковника А. Ушакова не вдалося здійснити покладену на нього місію — знищити Січ в Олешках. Аби якось реабілітуватися в очах вищого командування, частина російського війська спустилася вниз Дніпром, та спалила невелике на той час запорозьке поселення на правому боці річки, в районі Каїрської переправи, що було подано, як зруйнування самої «нової» Січі.

### Часи «Нової Січі» (1735—1775)
Місце, де у 1730-34 рр. розташовувалася Січ, було надзвичайно зручним з економічної та стратегічної точки зору. Тому після переносу адміністративного центру Війська Запорозького Низового на р. Підпільну в 1734 р., поселення на р. Кам'янці не припинило свого існування. На картах середини-другої половини XVIII ст. Кам'янська Січ позначена як укріплений населений пункт у системі фортифікацій на кордоні з Кримським ханством. Однак, у наш час тутешні укріплення не простежуються.
У реєстрах взаємних скарг татар та запорожців з архіву Коша Нової Січі під 1741, 1742, 1748 та 1751 рр. згадується торгівля худобою «при речке Каменке» та «в Каменском называемом урочище». Про існування в той час на Кам'янці постійного населеного пункту свідчить лист Коша, датований 27 вересня 1743 р. Він адресований знатному товаришу Війська Запорозького Низового Марку Кажанову, «також и протчыим Войска нашего ж при Камянце сидячим и по иных местах поблизу». З документів зрозуміло, що зазначений населений пункт не мав чітко усталеної назви. Так, у документах 1754 р. одночасно застосовані назви Усть-Кам'янка та Кам'янка.
Влітку 1754 р. «в Каменки, где Сечь была», було встановлено один з караулів на кордоні з Кримським ханством. Задачею караульних команд була боротьба з розбійниками, попередження нелегального переходу кордону в обхід митниць і видача спеціальних паспортів купцям, що прямували до Криму й Очакова, а також звідти – на Запорожжя. Функціювання прикордонних караулів було пов'язане з численними труднощами. Оскільки пости знаходилися на значній відстані один від одного, було практично неможливо тримати під належним контролем весь величезний простір кордону. Козаки-мешканці навколишніх зимівників допомагали розбійникам та ігнорували інструкції щодо боротьби з ними.
Під час російсько-турецької війни 1768—1774 рр. прикордонний піст у Кам'янці був одним з опорних пунктів діючої армії. Згідно стройовому реєстру кошового від 4 вересня 1769 р. на караулах при р. Кам'янці мало знаходитись 284 козаки. Ордером Коша від 24 вересня 1770 р. наказувалося провести богослужіння у зв'язку із взяттям російською армією міста Бендери, «дабы и там, где суть церкви, таковы ж ко Богу благодарственные молебни отправлены были». Серед інших адресатів, згадано команду в Кам'янці на чолі з полковником Боцьким. Отже, на той час у Кам'янці існувала церква. У 1774 р. Кіш поклав поштову повинність виключно на сімейних козаків. За складеним з цією ціллю реєстром хат всіх одружених козаків, у Кам'янці мало бути 7 поштарів.

### Після знищення Січі
Даних з історії поселення у гирлі р. Кам'янки після знищення Запорозької Січі у 1775 р. дуже мало. До ліквідації Кримського ханства (1783 р.) тут функціювало прикордонне укріплення. Воно позначене на карті Я. Ф. Шміта, виданій у Відні 1787 року. Під час подорожі Катерини Другої до Криму, 11 травня 1787 р., кортеж імператриці поміняв коней «при речке Каменке». Хоч саме поселення й не згадане, але очевидно, що заміна коней могла відбуватися тільки на поштовій станції.
Дата «появи» поміщицького села на місці колишньої Січі поки не з'ясована. «Засновники», як правило, використовували для «нових» сіл старі козацькі поселення, для того, щоб «рассеянных зимовниками запорожцев, как они бессемейно поселения имеют все в изобретенных выгодных для себя местах, свесть по нескольку в самые удобнейшие и по дороге местоположения для заведения деревень». Імовірно, за розповсюдженою тоді практикою, у Кам'янку були переселені мешканці кількох навколишніх зимівників, розташованих у межах «рангової дачі».

### Поміщицьке село

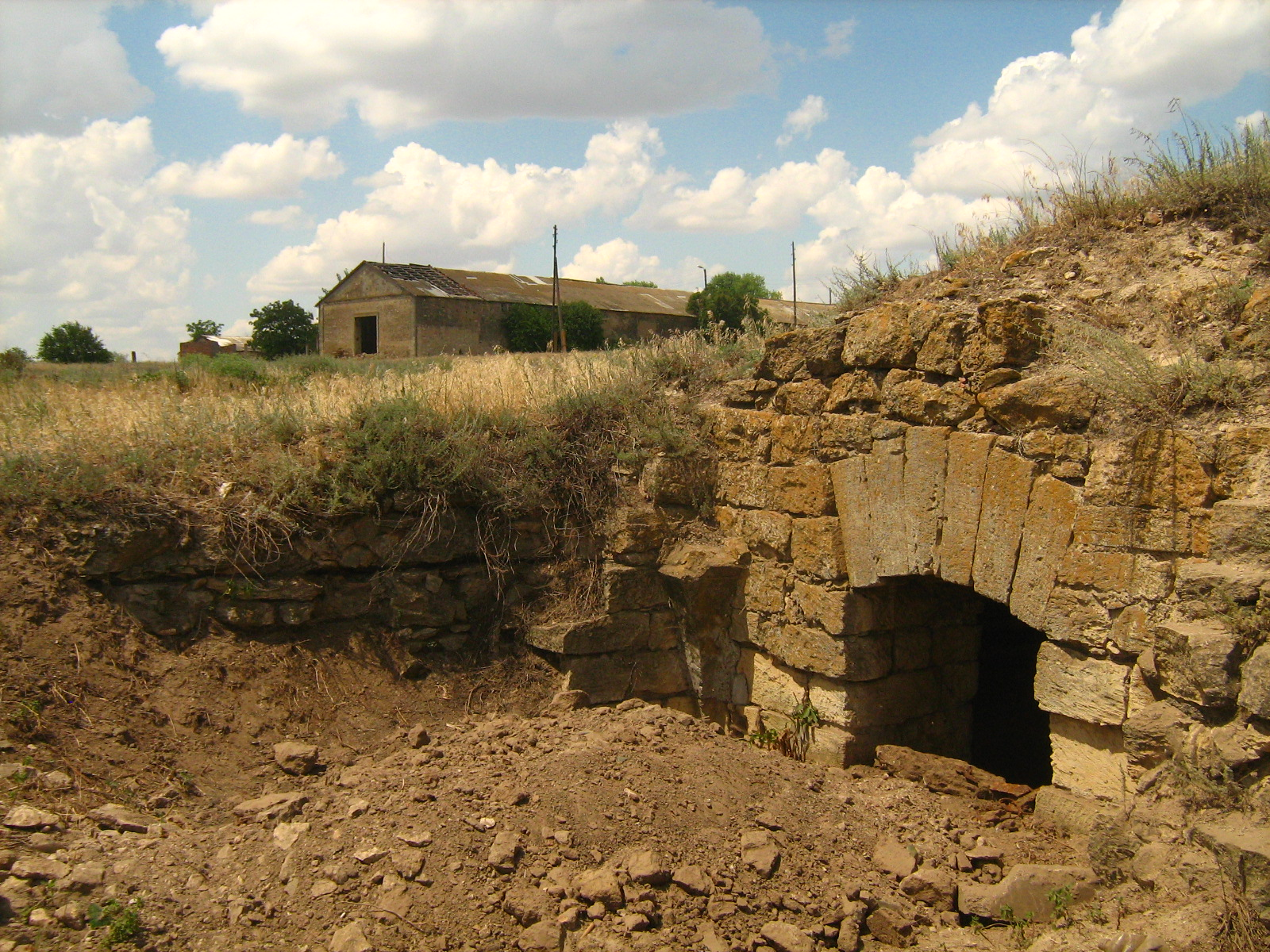
Залишки підземних споруд економії поміщика Агаркова в селі Республіканець — винний льох (поч. XX ст.)

За словами Д. І. Яворницького, місце колишньої Кам'янської Січі спочатку дісталося поміщику Байдаку. Після нього ця маєтність перейшла до генерального консула Священної Римської імперії Івана Григоровича Розаревича, від якого село («деревня») й отримало назву Консулівка (Розаревка). За архівними даними, у 1795 р. тут було 19 дворів, мешканців чоловічої статі — 53, мешканців жіночої статі — 36. На поч. ХІХ ст. село належало прапорщику Федору Дмитровичу Константінову, на 1836 та 1848 р. (згідно планів земельних ділянок) — підпоручиці Ользі Василівні Есауловій. Її могила збереглася на місцевому цвинтарі, розташованому на захід від села.
У 1858 р. ці місця відвідав відомий письменник-етнограф А. С. Афанасьєв-Чужбинський, який відзначив недбале ставлення господарів землі до залишків Кам'янської Січі та козацьких могил. Незабаром після цього візиту тодішній власник маєтку — поручик Ксаверій Цеханович — програв його в карти «отаману чумацьких возів» Михайлові Федоровичу Агаркову. Не виключено, що це трапилося саме за допомоги А. С. Афанасьєва-Чужбинського, який мав славу карткового шулера.
Згідно Списку населених місць Херсонської губернії, у 1859 р. населення «хутору Консуловки (Канцеровки, Роздоровки)» складало 22 особи — 10 чоловіків та 12 жінок. Тут було 3 двори. У сер. 1860-х рр. триверстова воєнно-топографічна карта Російської Імперії показує 10 селянських будинків «Консуровки». Вони знаходилися у балці на північний захід від місця колишньої Січі. Безпосередньо на місці сучасних будинків села розташовувалася панська садиба та млин.
Згідно Списку населених місць Херсонської губернії 1896 р. У «економії Консуловській (Агаркова)» був 1 двір та 96 мешканців (85 чоловічої статі й 11 — жіночої). Тодішній власник економії, М. Ф. Агарков, був відомим земським діячем, гласним Херсонських земських повітових зборів, почесним громадянином і благодійником. Після його смерті у 1907 р. маєток перейшов у власність Федора Семеновича Агаркова. Незабаром (до 1909 р.) у Консуловці, на мису між р. Кам'янка та річищем Козацьке (рукавом Дніпра), був збудований палац,  й кілька великих господарських споруд. Оточену садом двоповерхову будівлю палацу прикрашала висока, квадратна в плані вежа з пірамідальним шатром, що переходив у шпиль. Зі східного боку, повернутого до схилу Дніпра, було прибудовано до палацу широку накриту терасу, яка слугувала оглядовим майданчиком. Перед нею розташовувалися фонтани та алея, що спускалася кількома маршами до Козацького річища. Північніше алеї, у скелястому крутосхилі було влаштовано мальовничого грота, що імітував природну печеру. Він зберігся донині.
У 1909 р. завідувач херсонським музеєм В. І. Гошкевич з дозволу Ф. С. Агаркова провів перше обстеження території Кам'янської Січі, а у 1913-14 рр. — перші археологічні розкопки. Всі роботи були профінансовані власником економії, отримані матеріали подаровані музею. Вчений зауважив дуже шанобливе ставлення й дбайливий догляд, що ним оточені могили запорожців, розташовані просто біля входу у палац Агаркових
У 1916 р. у економії Консуловка числилося 3 господарства й 337 мешканців, з яких 169 чоловіків та 168 жінок.

### Радянська окупація України
Після того, як у 1920 р. у регіоні було встановлено радянську владу, в колишній економії було організовано артіль «Республіканець», яка дала сучасну назву селу. Але ще довго стара назва застосовувалася у побуті та неофіційних публікаціях. На 1 січня 1928 р. у населеному пункті числилося 1 господарство «неселянського типу» (тобто колективне). Населення, переважно української національності, складало 78 осіб, з яких 36 чоловіків та 42 жінок. Найближча пристань — Червономаяцька — знаходилася на відстані 6 км. Вже тоді завдяки Кам'янській Січі село згадувалося у туристичних путівниках.
Під час Німецько-радянської війни село було захоплене Вермахтом у кінці серпня 1941 р. 9 березня 1944 р. Республіканець було звільнено від німців частинами 3-го Українського фронту.. Саме під час війни було зруйновано будівлю «палацу» панів Агаркових.
Внаслідок будівництва Каховської ГЕС та створення у 1957-58 рр. Каховського водосховища значно змінився ландшафт навколо села: разом з плавневою долиною Дніпра пішло під воду місце розташування селянських хат старої Консуловки, утворилася довга затока на місці впадіння р. Кам'янки у Дніпро, почалася інтенсивна ерозія берегів. У той же час населення Республіканця значно поповнилося за рахунок переселенців з інших регіонів України — Закарпатської, Хмельницької та інших областей. У 1959 р. кількість мешканців села сягнула 279 осіб (127 чоловіків та 152 жінки), у 1970 р. складала 214 осіб (87 чоловіків та 127 жінок), у 1979 р. — 362 особи (182 чоловіки та 180 жінок) у 1989 р. — 281 особа (132 чоловіки та 149 жінок).

### У незалежній Україні
Після розпаду Радянського Союзу село деградувало. Місцевий радгосп «Над дніпрянський», перетворений на ВАТ, опинився у стані занепаду, чисельність населення села істотно зменшилася. За даними Всеукраїнського перепису населення 2001 р. вона складала 279 осіб, з яких 135 чоловіків та 144 жінки. За даними на 2009 р. загальна кількість мешканців села сягала 244 особи У середині 1990-х років табір праці та відпочинку в приміщеннях колишньої економії Агаркова припинив функціювання, у 2004 р. його будівлі було розпайовано серед мешканців села. Після цього більшість зі збережених будівель маєтку позбулися дахів, вікон та дверей, ставши джерелом металобрухту й дрів. Згодом ці споруди були викуплені місцевими підприємцями.
12 червня 2020 року, відповідно до Розпорядження Кабінету Міністрів України від № 726-р «Про визначення адміністративних центрів та затвердження територій територіальних громад Херсонської області», увійшло до складу  Милівської сільської громади.
19 липня 2020 року, в результаті адміністративно-територіальної реформи та ліквідації   Бериславського району (1923—2020), увійшло до складу новоутвореного Бериславського району.

### Російсько-українська війна
Під час повномасштабного російського вторгнення в Україну, 8 березня 2022 року колони окупаційних військ з'явилися біля с. Новокаїри на трасі Берислав—Милове. 
17 березня територія с. Республіканець опинилося під російською окупацією. 
11 листопада 2022 р. визволене з-під російської окупації під час контрнаступу Збройних сил України в Херсонській області.
Після звільнення село перебуває під постійним вогнем російської армії.
4 грудня 2022 року російські військові здійснили танковий обстріл села з лівобережжя Херсонщини, внаслідок підступного обстрілу постраждало одружжя, чоловік загинув на місці,поранену жінку госпіталізували до лікарні Кривого Рогу.
14 травня 2023 року російські військові здійснили артилерійський обстріл житлового будинку у селі, загинув 64-річний пенсіонер.

## Населення

### Мовний склад
Рідна мова населення за даними перепису 2001 року:
| Мова       | Чисельність, осіб | Доля     |
| ---------- | ----------------- | -------- |
| Українська | 233               | 83,51 %  |
| Російська  | 37                | 13,26 %  |
| Молдовська | 8                 | 2,87 %   |
| Інше       | 1                 | 0,36 %   |
| Разом      | 279               | 100,00 % |

За даними на 2009 р. населення становить 244 особи. Фактично у селі проживають близько 140 мешканців. Багато покинутих садиб. Три вулиці — Запорізька, Радянська і Молодіжна. Провулок ім. Маршала Кулика. Продовольча крамниця. На вулиці Запорізькій до початку 2000-х років знаходилася початкова школа. Після побудови нової середньої школи у сусідньому с. Новокаїри, у приміщенні школи с. Республіканець був розміщений дитсадок. Згодом, у зв'язку зі зменшенням народжуваності, дитсадок припинив функціювання. Сьогодні його приміщення використовується філією «Кам'янська Січ» Національного заповідника «Хортиця».
Мешканці села отримують нерегулярний заробіток, наймаючись на сезонні роботи до місцевих фермерських господарств, а також отримуючи невелику платню за здачу своїх земельних паїв в оренду великим фермерам. Певний прибуток забезпечує вирощування персиків, винограду, городини, домашнє виробництво горілки й вина, риболовля. Кілька господарств вирощують на продаж помідори й картоплю, за низькими цінами здають молоко оптовим закупівельникам.
Водопостачання села здійснюється за рахунок свердловини, відкритої ще на поч. ХХ ст. на території маєтку панів Агаркових, у південній частині сучасного населеного пункту.

## Транспорт
У 80-і роки ХХ ст. асфальтоване покриття дороги з с. Новокаїри не було доведене до с. Республіканець на 3 км. В 2017 дорогу було добудовано. З с. Республіканець у Новокаїри курсує шкільний автобус. Безпосередньо між с. Республіканець та м. Берислав курсує один автобусний маршрут. Решта маршрутів курсують тільки по трасі Т0403 (Берислав — Нікополь). До початку 2000-х років у селі діяла річкова пристань.

## Пам'ятки
У селі розташована філія «Кам'янська Січ» Національного заповідника «Хортиця». 30 вересня 2009 р. Кабінет Міністрів України постановив оголосити Кам'янську Січ філією Національного заповідника «Хортиця».
Влітку 2009 р., у рамках підготовки до святкування 300-річчя Кам'янської Січі було проведено впорядкування території пам'ятки: звільнені від сміття льохи будинку Агаркових, закладено каплицю, посаджені дерева, збудована символічна цегляна брама й земляні вали, земляними валами та ровом відмічені приблизні кордони Січі, встановлений білборд з її уявною графічною реконструкцією і флагшток. 14 жовтня, на Покрову, ювілей було помпезно відзначено. Однак, з 2010 р. втілення планів по перетворенню Кам'янської Січі на культурно-освітній осередок призупинилося: через зміну внутрішньої політики в країні та прихід нової обласної адміністрації не відбувалося фінансування проекту.
У вересні 2019 року на Консулівському городищі біля села, яке вважається пізньоскіфським відкрили невідому донедавна фортецю. Розкопки, які почалися тут ще з 2014 року, виявили рештки кам'яної цитаделі площею у півтора гектари. А такі споруди для скіфів-кочовиків характерними не були. В 2019 році міжнародна експедиція за участю професора Варшавського університету Томаша Шолля, співробітників Національного заповідника «Хортиця», Інституту археології НАН України, студентів з Польщі, Австрії та США поруч із цитаделлю виявила ще одну кам'яну стіну заввишки не менше двох метрів, на земляній основі. Від цитаделі її відділяла відстань у вісім метрів. Тобто на городищі стояло не просте укріплення, а повноцінна фортеця. Ймовірно, вона захищала переправу через Дніпро і була зупинкою на пожвавленому торговому шляху. Про це свідчать і знахідки геть різного походження: залишки кераміки греків-ольвіополітів, амфори з-під вина із клеймами, на яких є написи латиною, свідоцтва культури фракійських племен.

## Туризм
На території села знаходяться археологічні залишки пам'ятки історії національного значення — Кам'янської Запорозької Січі й більш ранніх пам'яток, надмогильний хрест кошового отамана Костя Гордієнка (пом. 4 травня 1733 р.), руїни поміщицької економії панів Агаркових ХІХ-поч. ХХ ст. Тут майже щорічно здійснюються археологічні дослідження. Маючи велике меморіальне значення, Кам'янська Січ є місцем проведення регулярних зібрань сучасних козацьких формувань. Кожного року на початку травня тут відбуваються урочисті заходи з нагоди заснування Кам'янської Січі та вшанування пам'яті кошового отамана Костя Гордієнка. При належному рівні фінансування на Кам'янській Січі можливо створити археоскансен — археологічний музей просто неба.
Південний клімат, відносно мала щільність населення, здорова екологічна ситуація завдяки відсутності поблизу великих промислових підприємств, значний розвиток у районі виноградарства та садівництва — все це сприяє розвиткові зеленого туризму в с. Республіканець та його околицях. Особливо сприятливим у цьому плані є район довгої, звивистої та захищеної від сильних вітрів затоки р. Кам'янки. Умови затоки сприяють організації водних екскурсій на човнах і любительської риболовлі. Стрімкі мальовничі виходи вапняків на правому березі (скеля Пугач), невеликі балки та схили, порослі лісом та чагарниками, дозволяють проведення піших та кінних прогулянок з туристичними наметовими таборами. Значна довжина берегової лінії затоки у поєднанні з невеликою складністю проходження маршруту створює оптимальні умови походів вихідного дня для початківців.